# フィリップ・スタンホープ (第4代チェスターフィールド伯爵)

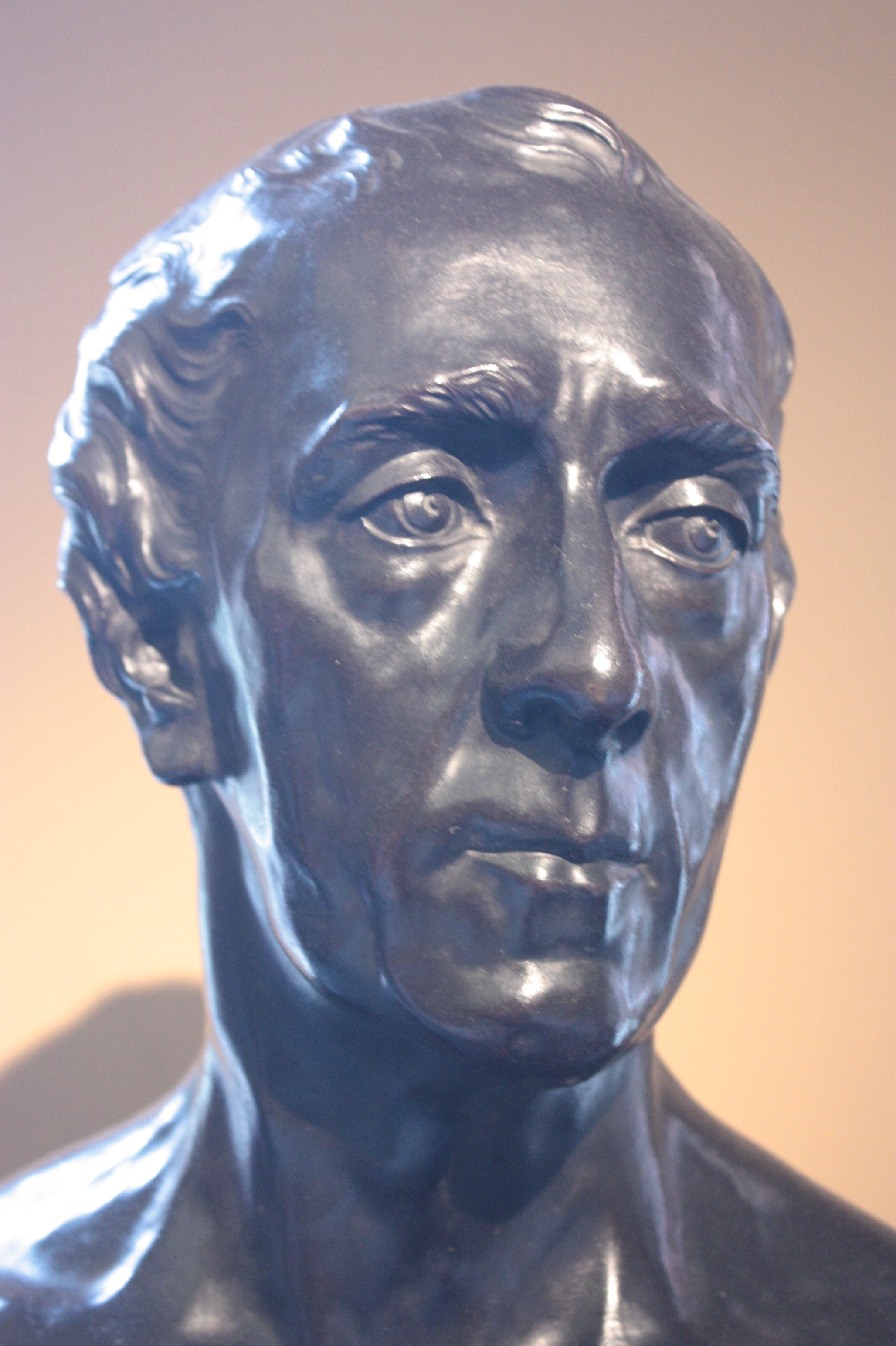
ルイ＝フランソワ・ルビリャックによる彫刻、1745年作。ヴィクトリア&アルバート博物館所蔵。

第4代チェスターフィールド伯爵フィリップ・ドーマー・スタンホープ（英語: Philip Dormer Stanhope, 4th Earl of Chesterfield, KG PC、1694年9月22日 - 1773年3月24日）は、グレートブリテン王国の政治家、外交官、著述家。王室家政長官、北部担当国務大臣を歴任し、才人であると広く賞賛された。

## 生涯

### 初期の経歴
第3代チェスターフィールド伯爵フィリップ・スタンホープとレディ・エリザベス・サヴィルの息子としてロンドンで生まれ、父が1726年に死去するまでスタンホープ卿の儀礼称号を使用した。1708年に母が死去した後は主に母方の祖母であるハリファックス侯爵夫人ガートルード・ピアポントによって育てられた。ケンブリッジ大学トリニティ・ホールで言語と演説を学ぶが、1年ほどで中退した。その後、貴族としての教育を終えるために大陸ヨーロッパへグランドツアーに行き、古典古代とルネサンスの文化に触れ、大陸ヨーロッパの上流社会や貴族とも交流した。
卒業後にヨーロッパを旅している最中、アン女王が死去してジョージ1世が即位したことでスタンホープの政治家への道が開き、彼はすぐに帰国した。スタンホープはジェームズ・スタンホープ（後の初代スタンホープ伯爵）の後見のもと、ホイッグ党の一員としてジョージ1世の廷臣になり、さらにジェームズ・スタンホープの影響力でプリンス・オブ・ウェールズ（王太子）ジョージの寝室侍従長に任命された。

### 政歴
1715年、スタンホープはセント・ジャーマンズ選挙区で当選して、シェルフォードのスタンホープ卿として庶民院議員になった。第2代オーモンド公爵ジェームズ・バトラーの弾劾が庶民院で審議されるとき（1715年8月5日）、修辞学を学んだ成果を試そうとして処女演説をした。演説は流暢で教条的であったが、1人の議員が立ち、演説を称えた後にスタンホープが成人まであと6週間あり、庶民院で発言できないため500ポンドの罰金を払う必要があると述べた。スタンホープはそのまま一礼して議場を出て、大陸ヨーロッパに向かった。
パリ滞在中、スタンホープはフランスで計画されていたジャコバイト陰謀の情報を本国政府に提供した。1716年に帰国すると庶民院議員に復帰、機転のきく論客として知られるようになった。同年にジョージ1世が王太子ジョージ（後のジョージ2世）とが口論して不和になると、スタンホープは王太子派に属したが、国王派とも決裂しないよう配慮した。しかし、王太子の愛人ヘンリエッタ・ハワード（後にサフォーク伯爵夫人）との文通を続けたため、王太子妃キャロライン・オブ・アーンズバックに嫌われた。1723年、国王親衛隊隊長に選出された。1725年1月にバス勲章が復活したときには授与を打診されたが、スタンホープは辞退した。

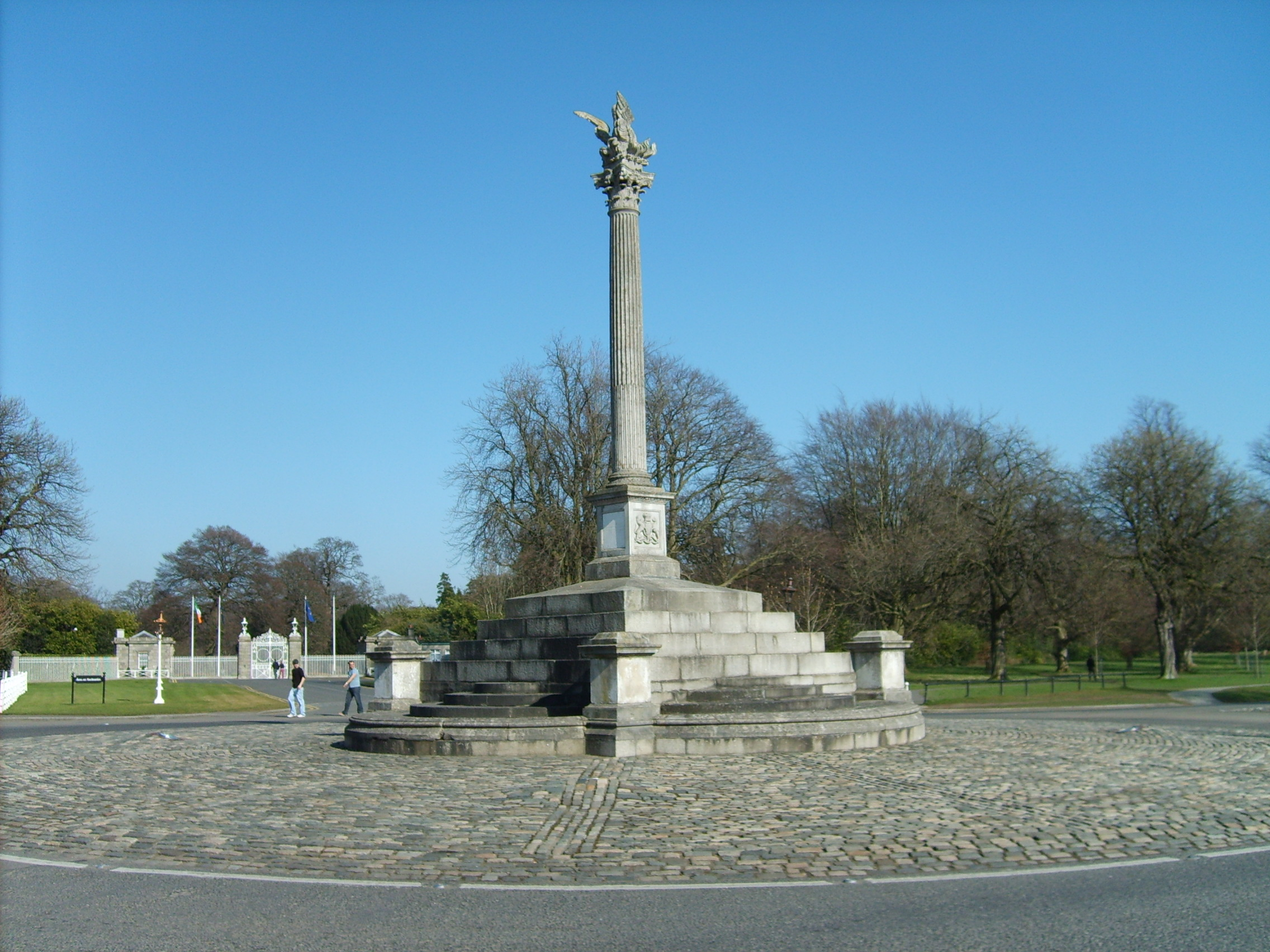
ダブリンのフェニックス・パークにある「フェニックス記念碑」（1746年）。

1726年に父が死去すると、スタンホープは第4代チェスターフィールド伯爵になり、庶民院から貴族院に移籍した。チェスターフィールド伯爵の演説は庶民院では上品だが無力であるとして、効果的ではないとの評価だったが、貴族院ではその価値が認められ、多くの議員の支持を勝ち取った。1728年、ジョージ2世（1727年に即位）によりデン・ハーグ駐在大使として派遣され、温和な機転と言葉の器用さを利用してよく働いた。その褒賞として、1730年にガーター勲章を授与され、ロバート・ウォルポールの信頼も得て王室家政長官に任命された。デン・ハーグ駐在大使の任期中、1731年のウィーン条約締結を成功させて英墺同盟の締結にこぎつけた。1732年、フランス人ガヴァネスのマドリーナ・エリザベート・デュ・ブーシェ（Madelina Elizabeth du Bouchet）との間で庶子フィリップが生まれ、フィリップは後の『息子に与える書簡』（Letters to his Son）のあて先の人物となった。チェスターフィールド伯爵は1732年末までに健康の悪化と家計の問題でイギリスに帰国して大使を辞任せざるを得なかった。1731年、ロレーヌ公フランソワ3世（後の神聖ローマ皇帝フランツ1世）にフリーメイソンに加入させることに成功した（当時、フリーメイソンはホイッグ党によって諜報ネットワークとして活用されていた）。
1733年、ウォルシンガム女伯爵ペトロニラ・メルジーネ・フォン・デア・シューレンブルク（ジョージ1世と愛人のエーレンガルト・メルジーネ・フォン・デア・シューレンブルクとの庶子）と結婚した。病気から回復した後、チェスターフィールド伯爵は貴族院に登院するようになった。彼はこのときには貴族院の指導者の1人としてウォルポール内閣を支持したが、ウォルポールが望んだ盲目的な忠誠ではなかったという。例えば、ウォルポールが推した物品税法案は貴族院ではチェスターフィールド伯爵によって、庶民院ではその弟ウィリアム・スタンホープによって反対された。ウォルポールは圧力に屈して物品税法案を撤回したものの、チェスターフィールド伯爵を王室家政長官から罷免、彼がその後の2年間に野党に回るきっかけとなった。この時期にはグロヴナー・スクエアに住み、ファウンドリング病院の初代総裁の1人を務めた。
1741年、ウォルポール罷免に向けての抗議書に署名した後、療養のために大陸ヨーロッパを訪れた。まずブリュッセルでヴォルテールを訪問した後、パリでクロード・プロスペル・ジョリオ・ド・クレビヨン、ベルナール・ル・ボヴィエ・ド・フォントネル、シャルル・ド・モンテスキューなどの知識人に会った。1742年、ウォルポールが首相を辞任して完全に失脚したが、後任のカートレット内閣はチェスターフィールド伯爵を入閣させることもその支持を得ることもなく、チェスターフィールド伯爵は野党に留まった。彼はジョージ2世への上品ながらも辛辣な攻撃で支持を得たが、代償としてジョージ2世に嫌われた。
1743年、チェスターフィールド伯爵はジェフリー・ブロードボトム（Jeffrey Broadbottom、「ブロードボトム」は複数の政党に支持される政府を意味する）という筆名でパンフレットと『Old England; or, the Constitutional Journal』というジャーナルを書きはじめた。ジャーナルはすぐに広まり、その後をエドマンド・ウォラーの助力も借りて一連のパンフレットを出版した。チェスターフィールド伯爵の野党活動はマールバラ公爵夫人サラ・ジェニングスの謝意を得、彼女はチェスターフィールド伯爵に2万ポンドを残した。結局、ジョージ2世はグランヴィル伯爵の組閣を諦めざるを得ず、チェスターフィールド伯爵と大ピット率いるブロード・ボトム派がヘンリー・ペラム派と連立を組んだ。
ヨーロッパの物騒な政治情勢の中、チェスターフィールド伯爵の温和なふるまいと外交の経験は本国より外国で本領を発揮するため、彼は再びデン・ハーグ駐在大使に派遣された。今度の任務はオランダにオーストリア継承戦争参戦を説得することと、その援助の詳細を詰めることだった。彼はすぐに任務に成功、帰国から数週間後に長らく望んでいたアイルランド総督の職を得た。
チェスターフィールド伯爵のアイルランド総督の任期は1745年1月から1746年11月までと短かったが、彼は総督職によくみられる汚職を抑え、学校や工場を設立するといった貢献をした。彼はダブリン人にフェニックス・パークへの立ち入りを許し、中央に「フェニックス記念碑」（コリント式の柱の上にフェニックスが置かれた記念碑）を設置した（パークを通る長さ2.8マイルの道路は現代でもチェスターフィールド・アベニューという名前である）。また、アネクドートの1つとして、アイルランド人が反乱を起こしたとの誤報が届き、「アイルランド中の教皇派が全員立ち上がった」（原文は"the papists in Ireland are all up!"で、教皇派が反乱を起こしたという意味）と聞くと、「わたしは驚いていません。なに、もう10時ですし、わたしが寝過ごしていなければすでに起きている時間でしょう」（原文は"I am not surprised at it, why, it is ten o'clock, I should have been up too, had I not overslept myself."で、upの語彙を用いた言葉遊び）と答えた、というものがある。
しかし、チェスターフィールド伯爵は1746年にアイルランド総督の職を北部担当国務大臣に交換せざるを得なかった。チェスターフィールド伯爵はジョージ2世の愛人ヤーマス伯爵夫人を通じてジョージ2世への影響力を維持しようとしたが、サンドウィッチ伯爵とニューカッスル公爵が手を組んで対抗したため、チェスターフィールド伯爵は1748年に辞任して読書やカード遊びに戻った。また、チェスターフィールド伯爵本人は否認したが、彼はLetter from an English Gentleman to his Friend at The HagueのApology for a late Resignation（1748年、4版）の著述を少なくとも手伝ったとされた。

### 晩年
以降も貴族院への登院と議論への参加を続けたが、ジョージ2世から提示された公爵の爵位は辞退した。ジョージ2世は怒ったが、チェスターフィールド伯爵の外交的手腕と修辞を前には怒りも霧消した。1751年、王立協会会長マクルズフィールド伯爵と数学者ジェームズ・ブラッドリーの支持もあって、チェスターフィールド伯爵はイギリスの暦法に関する議論で目立つ存在になり、1750年改暦法でグレゴリオ暦採用を果たし、またイギリス領土における新年を1月1日と定めた。改暦法は非公式には「チェスターフィールドの法」（Chesterfield's Act）とも呼ばれた。この頃より耳が遠くなってきたため、政治からも社会からも徐々に引退した。
1755年、チェスターフィールド伯爵はサミュエル・ジョンソンとの間で『英語辞典』をめぐる論争を起こした。ジョンソンは1747年に国務大臣だったチェスターフィールド伯爵に『辞書』の概要を送り、事業参入を提案した。チェスターフィールド伯爵は同意して、10ポンド投資した。チェスターフィールド伯爵は辞書が出版される直前に『ワールド』誌（World）に記事を2本投稿して、ジョンソンの辞書編集と辞書自体を称えたが、ジョンソンはそれを知らず、辞書を作成しているときにチェスターフィールド伯爵がほとんど興味を示さなかったことに失望した。チェスターフィールド伯爵が文人と文学パトロンを公言していることもあり、ジョンソンはパトロンと芸術家の力関係を扱った『チェスターフィールドへの手紙』を書いた。チェスターフィールド伯爵は手紙に怒らず、手紙の言葉遣いに感動した。彼は手紙が届くと、来客が読めるようにそれを机の上に置き、（ロバート・ドズリーによると）「この男は大きい力がある」と述べた後、「最も痛烈な段落を指摘して、その表現の良さを述べた」。アダムズがこのことをジョンソンに教えると、ジョンソンは「それはチェスターフィールド卿ではない。彼はこの時代で最も高慢な人である」と返事したが、アダムズは「いや、少なくとも1人はいる。あなたが述べた言葉からして、あなたは彼より高慢だと思う」と述べ、ジョンソンは「しかし、わたしのは防御的高慢だ」と答えて対話を終えたという。
1760年代にはジョージ・グレンヴィル内閣の印紙法への説得力のある批評を出した。彼はニューカッスル公爵への手紙で印紙法は施行ができないためばかばかしい法であると述べ、施行できた場合でも毎年最大8万ポンドの歳入に対しアメリカ植民地との貿易が約100万ポンド減ることになるとした。

### 継承者問題

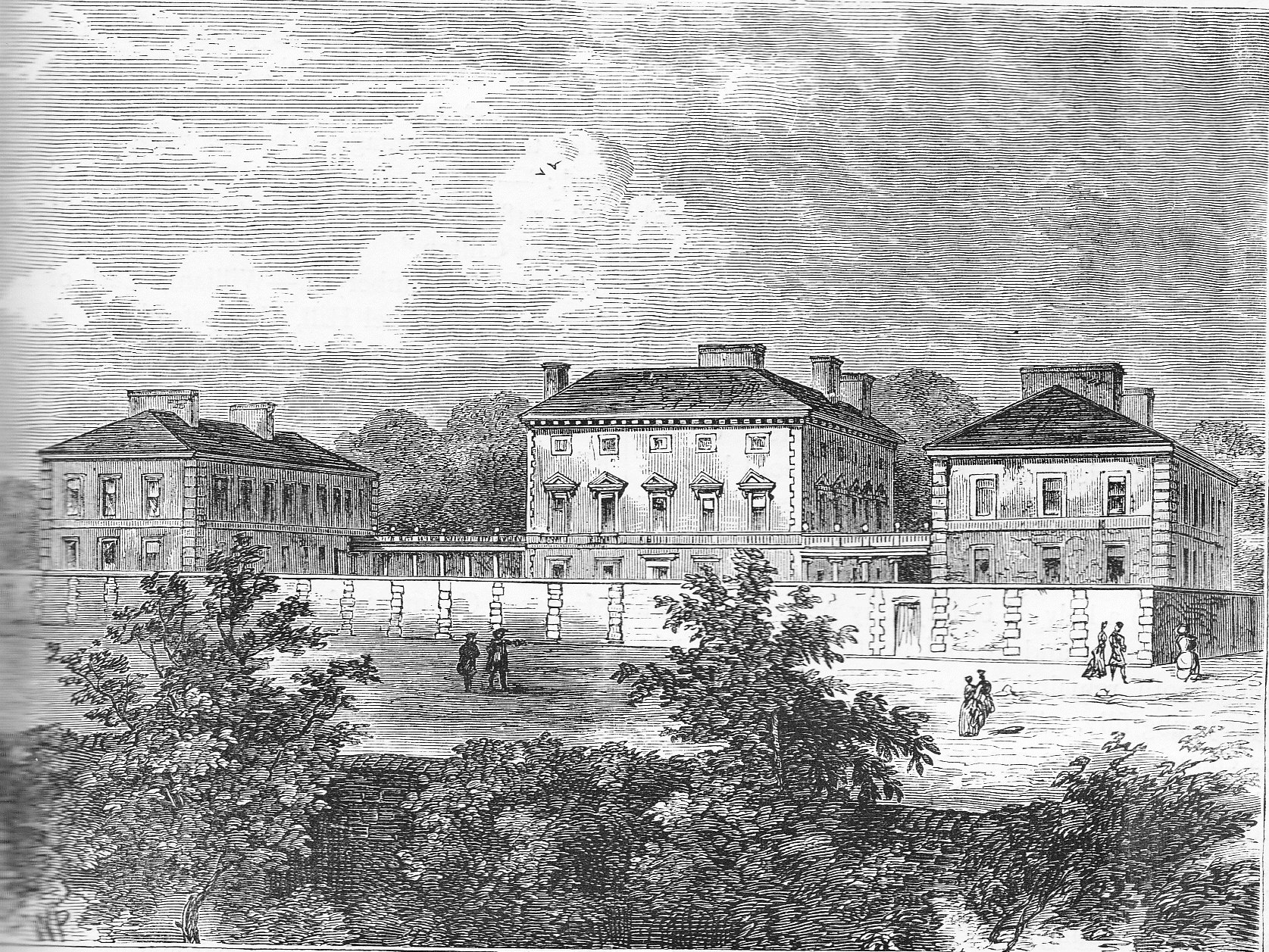
1760年時点のチェスターフィールド・ハウス、1878年のOld & New Londonより。

1768年、チェスターフィールドの最愛の息子ながら庶子のフィリップ・スタンホープがフランスで浮腫により、未亡人ウジェニア（Eugenia、旧姓ピーターズ）と庶子チャールズ（1761年 - 1845年）とフィリップ（1763年 - 1801年）を残して死去した。彼はチェスターフィールド伯爵の教育を受けて、貴族の庶子ながらイギリスの外交職につくことができたが、チェスターフィールド伯爵はフィリップがみすぼらしい出自の女性ウジェニアと秘密交際した（2人は1767年に結婚した）ことに失望した（このことは、『チェスターフィールド伯爵の息子に与える書簡』で詳しく述べられていた）。チェスターフィールドはそれでも2人の孫にそれぞれ100ポンドの年金を与え、さらに合計1万ポンドを与えたが、ウジェニアには一文たりとも与えなかった。その結果、ウジェニアは『チェスターフィールド伯爵の息子に与える書簡』を出版社に売却することを余儀なくされた。
結局、財産を継承できる嫡出の継承者がいなかったため、チェスターフィールド伯爵は遠戚のフィリップ・スタンホープを養子にし、チェスターフィールド伯爵の爵位と財産の相続人とした。

### 死去
1773年3月24日、ウェストミンスターのチェスターフィールド・ハウス（1749年に建てた、メイフェアにあるタウンハウス）で死去、養子のフィリップがチェスターフィールド伯爵を継承した。

## チェスターフィールド伯爵の息子に与える書簡

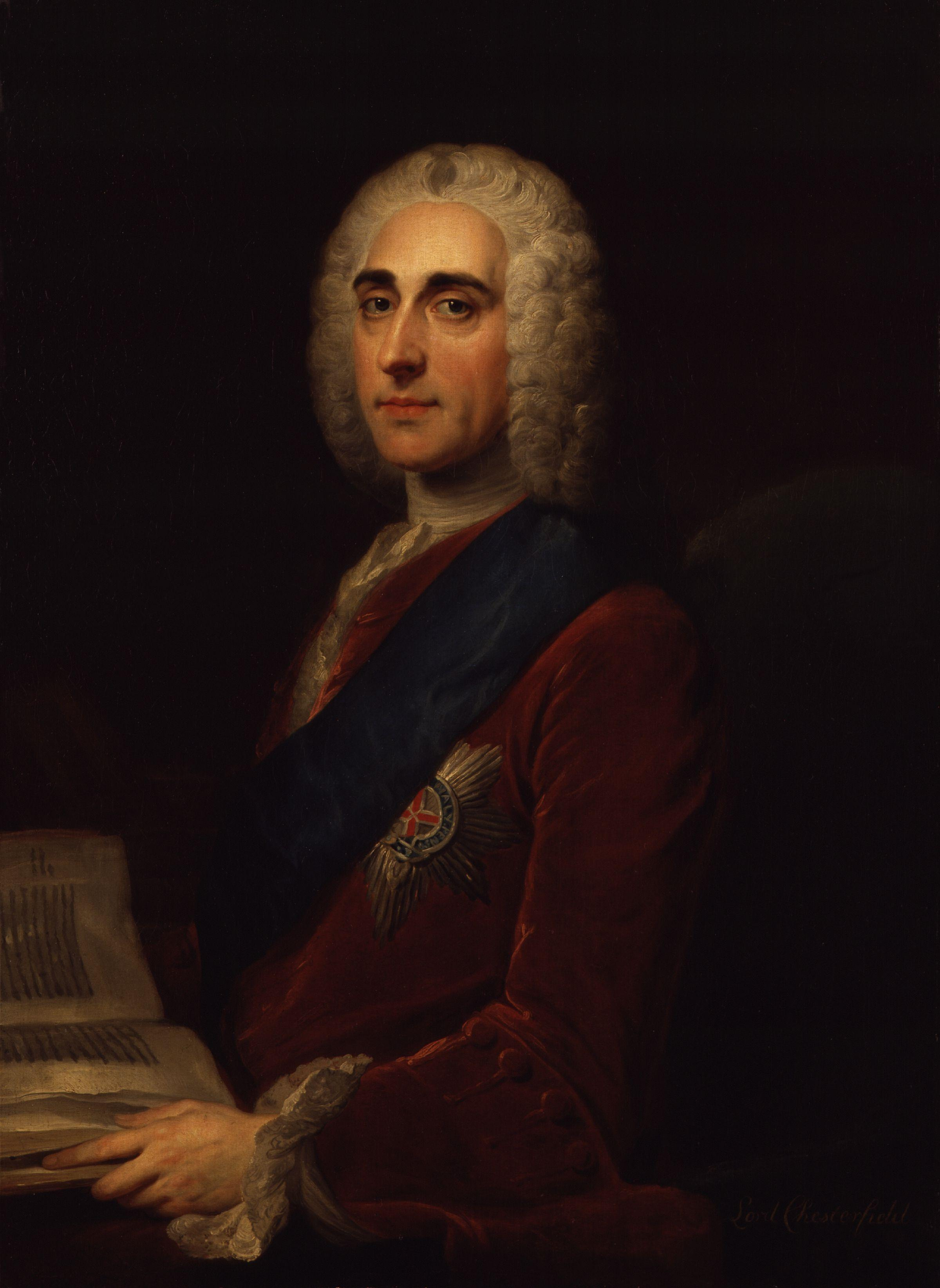
チェスターフィールド伯爵の肖像画、ウィリアム・ホーア作。

チェスターフィールド伯爵の庶子フィリップの未亡人ウジェニアは1774年に『チェスターフィールド伯爵の息子に与える書簡』（Letters to His Son on the Art of Becoming a Man of the World and a Gentleman）を出版した。この書簡集にはチェスターフィールド伯爵が1737年から1768年に息子が死去するまでの30年間にわたって書いた400通以上の手紙が含まれており、手紙の内容は地理、歴史、西洋古典の教えなど多岐にわたり、後期には政治と外交に集中して記述した。また、手紙の言語は息子の言語力を鍛えるためにフランス語、英語、ラテン語で書かれた。
サミュエル・ジョンソンは手紙が「尻軽の道徳、舞踊家の礼儀」をジェントルマンとして世渡りするための方法として教えているとの評価を下した。
チェスターフィールド伯爵はエッセイとエピグラムの作家として成功を収めたが、後世における名声はほぼ全て『チェスターフィールド伯爵の息子に与える書簡』と1890年に出版された『名づけ子に与える書簡』（Letters to His Godson）に由来している。しかし、これらはいずれも出版を目的としなかった私的な文通である。

## 死後

### 文学
チェスターフィールド伯爵はウィリアム・メイクピース・サッカレーの『バージニアの人々』（1857年）の登場人物になり、またチャールズ・ディケンズの『バーナビー・ラッジ』（1841年）ではしゃれ男のサー・ジョン・チェスターがチェスターフィールド伯爵を最高のイギリス作家と評した：「シェイクスピアは一片の疑いもなく優れているのであろう。ミルトンはいいが、単調であり、ベーコン卿は深く、確固で鋭い。しかし、国の誇りとなる作家はわがチェスターフィールド卿である。」

### 地名
イギリスではメイフェアにチェスターフィールド・ストリートがあり、アメリカではバージニア州にチェスターフィールド郡があり、サウスカロライナ州にもチェスターフィールド郡がある。

### 家具
最初の革張りチェスターフィールド・ソファはチェスターフィールド伯爵が注文したものとされる。その結果、イギリス英語ではchesterfieldという語彙がソファの1種を指した。カナダ英語では全てのカウチを指したが、より若い世代では使用されなくなりつつある。

### その他
たばこのチェスターフィールドはバージニア州チェスターフィールド郡に因んで名づけられ、チェスターフィールド郡の名前は第4代チェスターフィールド伯爵に由来する。
フランスの料理人ヴァンサン・ラ・シャペルはチェスターフィールド伯爵に雇われていたときに『The Modern Cook』を著述、チェスターフィールド伯爵がデン・ハーグ駐在大使を務めたときも随行した。その後、ラ・シャペルはオランダ総督ウィレム4世、ポルトガル王ジョアン5世、ポンパドゥール夫人などに雇われた。